# 松平知豊
松平 知豊（まつだいら ともとよ）は、江戸時代後期の武蔵国川越藩の世嗣。官位は従五位下・大隅守。

## 略歴
天明7年（1787年）、2代藩主・松平直恒の長男として誕生。正室は松平康哉娘。
元服して、曽祖父・義知（よしちか、明矩の初名）より1字を取り知豊と名乗る。享和3年（1803年）、11代将軍・徳川家斉に初御目見し叙任するが、文化元年（1804年）に早世した。代わって、弟・直温が嫡子となり家督を継いだ。